# Байрон Талбот
Байрон Талбот (англ. Byron Talbot; нар. 15 вересня 1964) — колишній південноафриканський тенісист.
Найвищу одиночну позицію світового рейтингу — 229 місце досяг 3 квітня 1989, парну — 20 місце — 29 липня 1966 року.
Здобув 7 парних титулів.
Найвищим досягненням на турнірах Великого шолома був півфінал в парному розряді.

## Фінали за кар'єру

### Парний розряд (7–6)
| Легенда                     |
| Турніри Великого шолома (0) |
| Tennis Masters Cup (0)      |
| Серія Мастерс ATP (0)       |
| Серія турнірів ATP (2)      |
| Тур ATP (5)                 |

| Результат | W/L | Дата     | Турнір                           | Покриття   | Партнер           | Суперники                        | Рахунок       |
| --------- | --- | -------- | -------------------------------- | ---------- | ----------------- | -------------------------------- | ------------- |
| Поразка   | 0–1 | Лип 1989 | Скенектаді, США                  | Тверде     | Бред Пірс         | Скотт Девіс Бродерік Дайк        | 6–2, 4–6, 4–6 |
| Поразка   | 0–2 | Кві 1992 | Гонконг                          | Тверде     | Байрон Блек       | Бред Гілберт Джим Грабб          | 2–6, 1–6      |
| Перемога  | 1–2 | Лип 1992 | Stuttgart Outdoor, Німеччина     | Ґрунт      | Гленн Леєндекер   | Хав'єр Санчес Марк Россе         | 4–6, 6–3, 6–4 |
| Перемога  | 2–2 | Жов 1992 | Тулуза, Франція                  | Тверде (i) | Бред Пірс         | Гі Форже Анрі Леконт             | 6–1, 3–6, 6–3 |
| Поразка   | 2–3 | Січ 1994 | Qatar ExxonMobil Open, Катар     | Тверде     | Шелбі Кеннон      | Олів'є Делетр Стефан Сіміан      | 3–6, 3–6      |
| Поразка   | 2–4 | Чер 1995 | Санкт-Пельтен, Австрія           | Ґрунт      | Лібор Пімек       | Білл Беренс Метт Лусена          | 5–7, 4–6      |
| Перемога  | 3–4 | Лип 1995 | Прага, Чехія                     | Ґрунт      | Лібор Пімек       | Їржі Новак (тенісист) Давід Рікл | 7–5, 1–6, 7–6 |
| Перемога  | 4–4 | Бер 1996 | Копенгаген, Данія                | Килим      | Лібор Пімек       | Вейн Артурс Ендрю Кратцманн      | 7–6, 3–6, 6–3 |
| Поразка   | 4–5 | Тра 1996 | Рим, Італія                      | Ґрунт      | Лібор Пімек       | Байрон Блек Грант Коннелл        | 2–6, 3–6      |
| Перемога  | 5–5 | Лип 1996 | Stuttgart Outdoor, Німеччина     | Ґрунт      | Лібор Пімек       | Томас Карбонелл Франсіско Ройг   | 6–2, 5–7, 6–4 |
| Перемога  | 6–5 | Лип 1996 | Кіцбюель, Австрія                | Ґрунт      | Лібор Пімек       | Девід Адамс Менно Остінг         | 7–6, 6–3      |
| Поразка   | 6–6 | Бер 1997 | Роттердам, Нідерланди            | Килим      | Лібор Пімек       | Якко Елтінг Паул Гаргейс         | 6–7, 4–6      |
| Перемога  | 7–6 | Чер 1998 | Nottingham Open, Велика Британія | Трава      | Джастін Гімелстоб | Себастьян Ларо Деніел Нестор     | 7–5, 6–7, 6–4 |